# شهرستان ریچلند (ایلینوی)
شهرستان ریچلند، ایلینوی (به انگلیسی: Richland County, Illinois) یک سکونتگاه مسکونی در ایالات متحده آمریکا است که در ایلینوی واقع شده‌است.

## نگارخانه

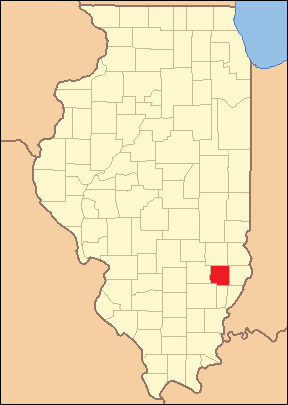